# Marble Arch (metropolitana di Londra)
Marble Arch è una stazione della linea Central della metropolitana di Londra.

## Storia
La stazione fu inaugurata il 30 luglio 1900 dalla Central London Railway (in sigla CLR), oggi la Central line.
Come tutte le altre stazioni originali della metropolitana gestite dalla CLR, anche quella di Marble Arch era munita di ascensori per scendere fino alle piattaforme sottostanti. La stazione è stata ristrutturata nei primi anni trenta del Novecento per dare spazio alle scale mobili. Dopo questo provvedimento, l'edificio originale, progettato dall'architetto Harry Bell Measures e situato all'angolo di Quebec Street e Oxford Street, venne chiuso e rimpiazzato da una biglietteria sotterranea situata più a ovest. La nuova sistemazione fu inaugurata il 15 agosto 1932. L'edificio originale venne in seguito demolito.
Le piattaforme, originariamente decorate con piastrelle bianche, vennero ristrutturate nel 1985 con pannelli di vetro smaltato, disegnati dall'artista Annabel Grey.

### Incidenti
Il 25 settembre 2017 una persona è rimasta uccisa dopo essere stata urtata da un treno alla stazione di Marble Arch.

## Strutture e impianti
La stazione di Marble Arch prende il nome dall'omonimo monumento nei pressi, situato all'estremità occidentale di Oxford Street.
È stata modernizzata nel 2010, con nuove rifiniture in tutte le aree della stazione, tranne che per la conservazione di diversi pannelli decorativi smaltati sulle piattaforme.
A ovest della stazione si trova un binario morto che permette a treni provenienti da Epping, Hainault e Woodford di terminare la corsa a Marble Arch. Non è di utilizzo comune, ma viene conservato per le emergenze e in occasione di lavori di manutenzione sulla rete.
La stazione rientra nella Travelcard Zone 1.

## Interscambi
Nelle vicinanze della stazione effettuano fermata alcune linee urbane automobilistiche, gestite da London Buses.
- Fermata autobus[4]

## Nella cultura di massa
- The Mysterious Planet, una serie di episodi della ventitreesima stagione dello sceneggiato televisivo Doctor Who, utilizza Marble Arch come elemento importante della trama.

## Galleria d'immagini

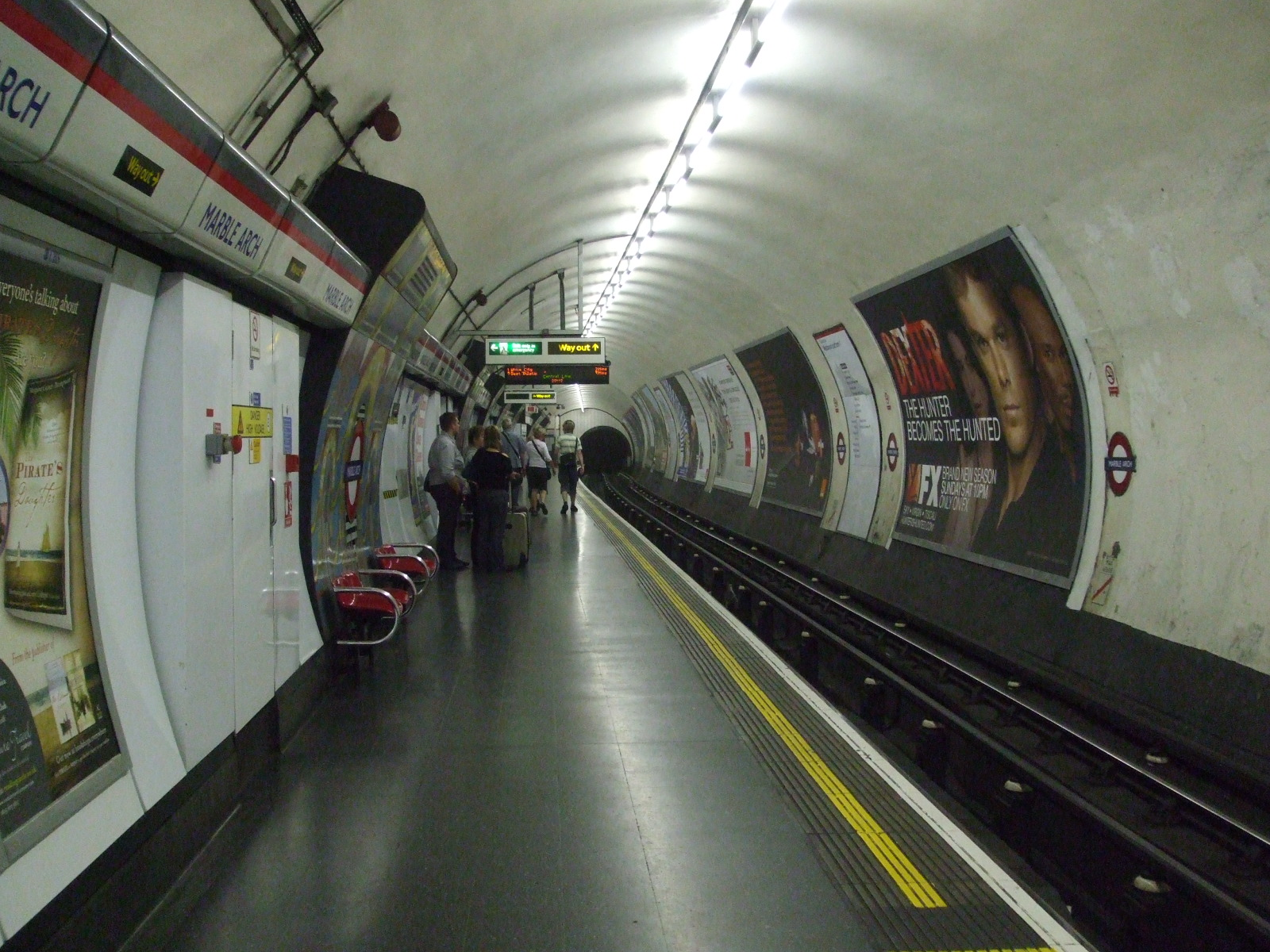
Piattaforma in direzione ovest
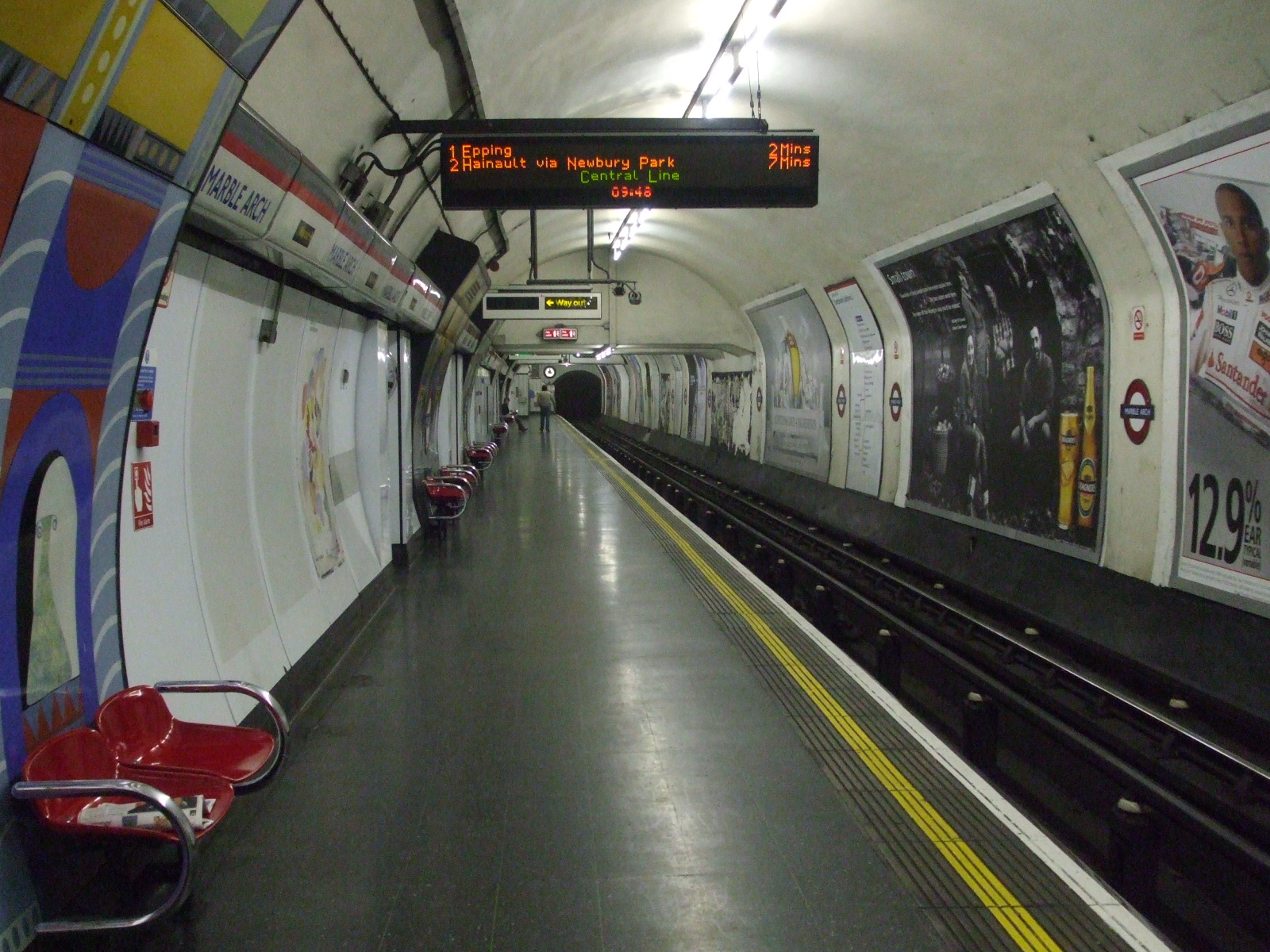
Piattaforma in direzione est
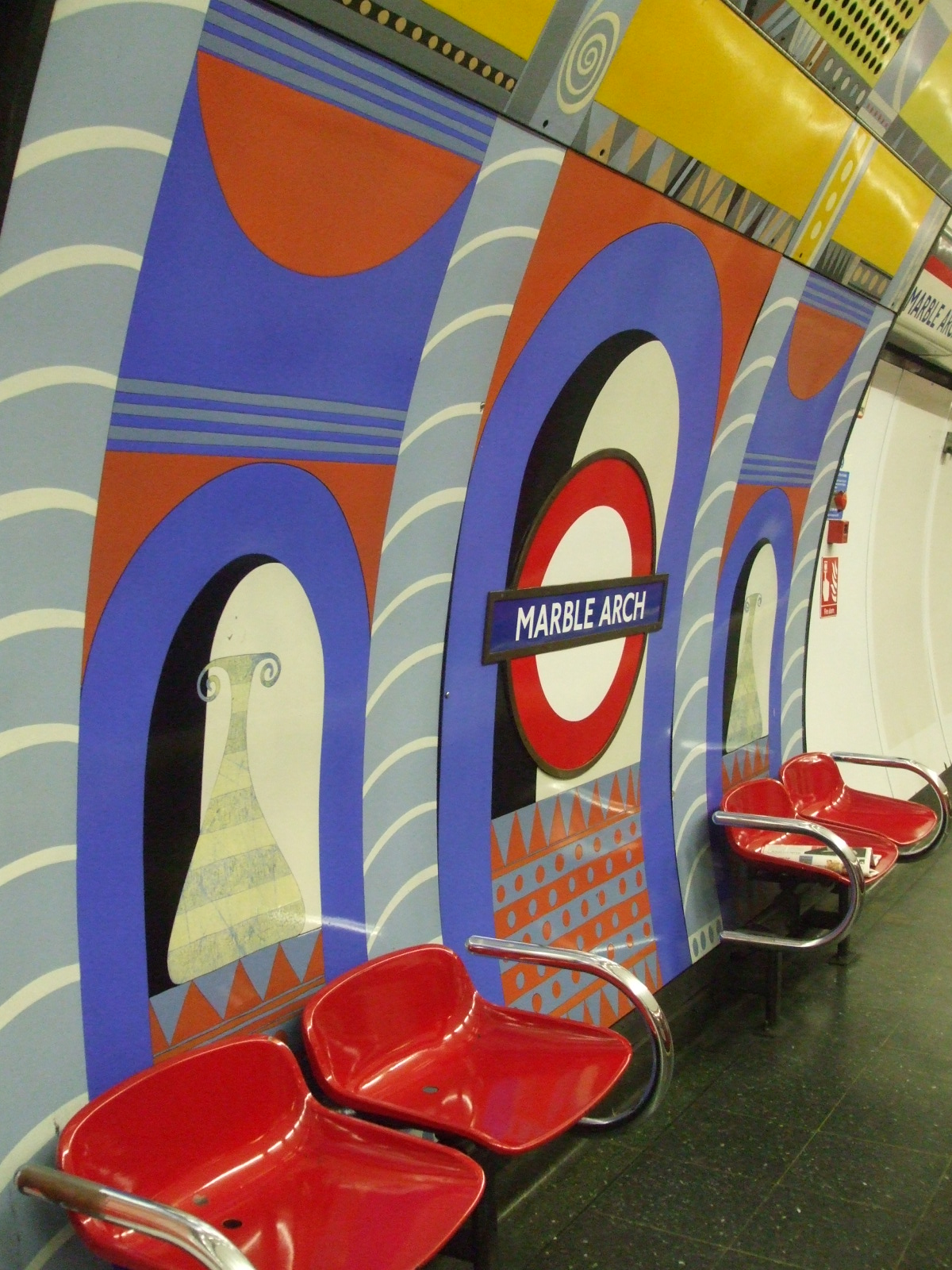
Decorazione sulla piattaforma est
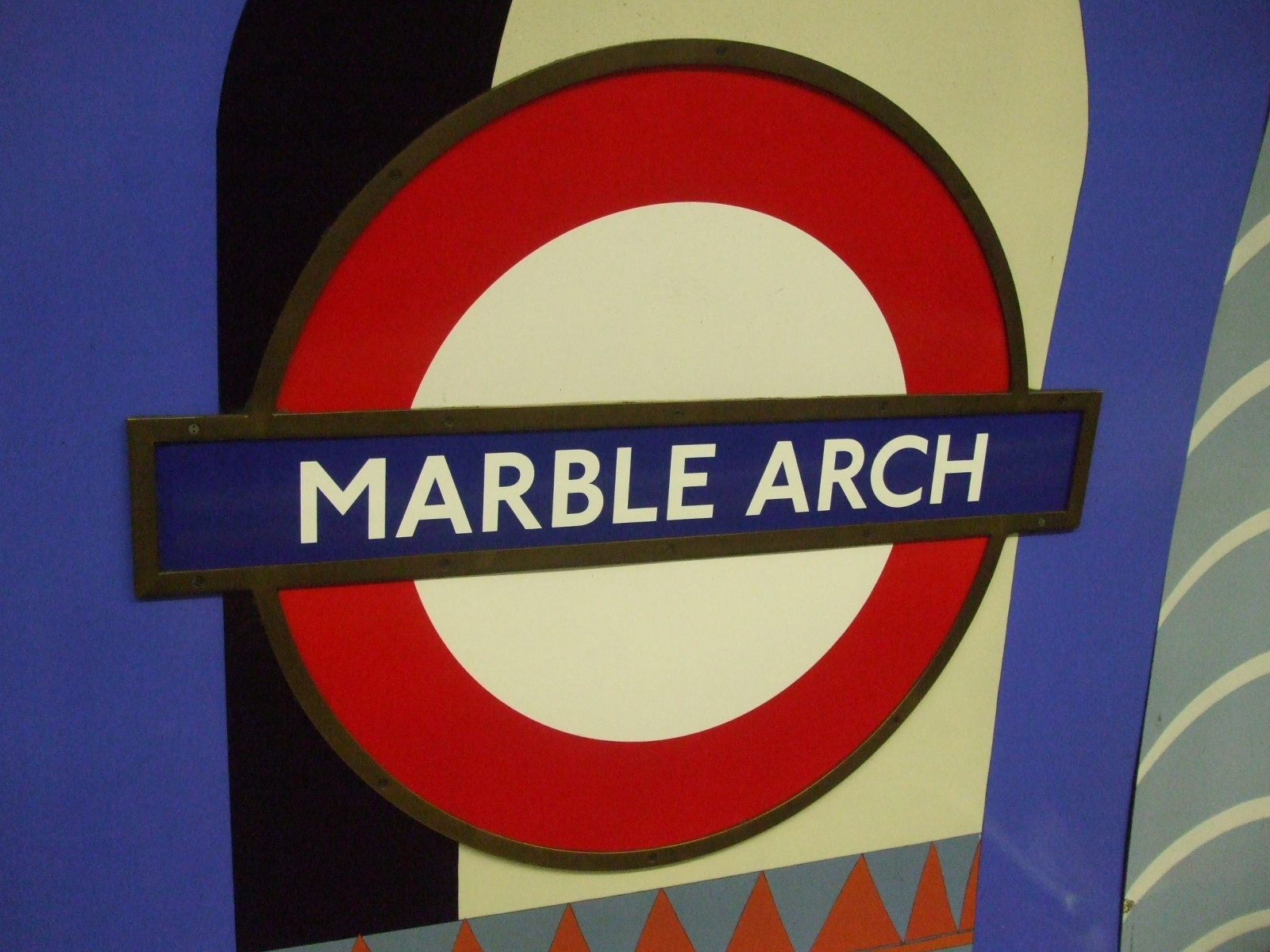
Roundel sulla piattaforma
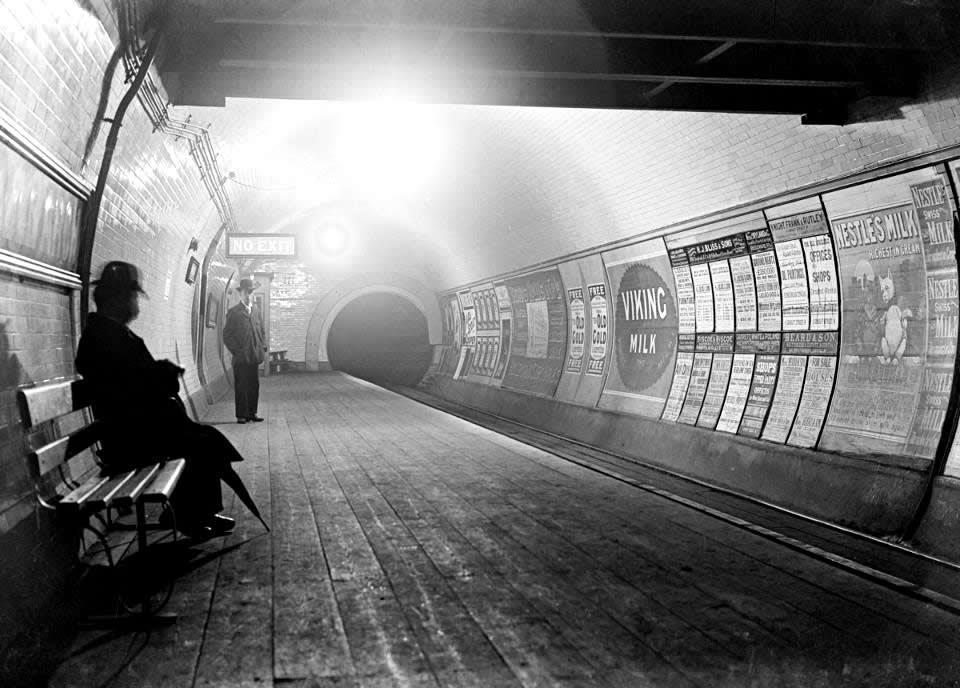
Piattaforma in direzione est poco dopo l'apertura nel 1900.